# 金用茂
金 用茂（キム・ヨンム、朝鮮語: 김용무、1890年9月13日または1891年 - 1951年9月12日）は、日本統治時代の朝鮮および大韓民国の政治家、法曹、弁護士。連合軍軍政期の大法院長、第2代韓国国会議員。
本貫は羅州金氏。制憲国会議員を務めた金用鉉は弟。

## 経歴
現在の全羅南道務安郡夢灘面出身。中央大学法学部卒。高等文官試験司法科に合格した後は弁護士を開業し、抗日民族弁護士として無料弁論を引き受けた。1930年初に普成専門学校の委託講師として法律学の実務についての講義をした。1930年10月より東亜日報社取締役、強制廃刊までの10年間に民族言論の創達に貢献した。1935年に普成専門学校創立30周年記念事業会実行委員会常任委員、1939年に普専学会会員。普成専門学校の役員を務めた後、解放直後の1945年10月12日より大法院長を務めた。政界では1945年9月より韓民党文教部長を務め、1950年の第2代総選挙に務安甲選挙区から民主国民党の公認で立候補して当選したが、朝鮮戦争中自宅にいたところ拉致され、1950年9月19日に北朝鮮に連行された。1951年9月12日に死去したとされる。